# Marshall (Arkansas)
Marshall város az USA Arkansas államában, Searcy megyében, melynek megyeszékhelye is. Lakosainak száma 1329 fő (2020. április 1.).

## Népesség
A település népességének változása:
| Lakosok száma | 160  | 1313 | 1355 | 1329 |
|               | 1880 | 2000 | 2010 | 2020 |